# Зарізь (річка)
Зари́зь (рос. Зарызь) — невелика річка в Ярському та Глазовському районах Удмуртії, Росія, права притока Люму.
Бере початок на Верхньокамській височині, серед тайги, з невеликого болота. Протікає на південний схід і схід. Має декілька дрібних приток.
На річці розташоване село Заризь, через річку збудовано автомобільний міст біля колишнього села Комарово.